# Bournoncle-Saint-Pierre
Bournoncle-Saint-Pierre é uma comuna francesa na região administrativa de Auvérnia-Ródano-Alpes, no departamento de Alto Loire. Estende-se por uma área de 16,03 km². Em 2010 a comuna tinha 1 022 habitantes (densidade: 63,8 hab./km²).